# Hibou malgache
Asio madagascariensis
Espèce
Statut de conservation UICN

 LC  : Préoccupation mineure
Statut CITES
Le Hibou malgache (Asio madagascariensis (A. Smith, 1834)) est une espèce de rapaces nocturnes de la famille des Strigidae. Idéalement appelé "Vorondolo","Matory Andro" ou encore "Vatsy" pour certaines région de Madagascar. 

## Répartition
Madagascar - sur approx. 20 000 km2

## Proies
Ils se nourrissent de :
- Amphibiens (Boophis)- 2 %
- Reptiles (Uroplatus) - 3,3 %
- Oiseaux (Eurystomus glaucurus - 8 % , Hypsipetes madagascariensis - 2,7 %), total : 10,7 %

mais surtout de :
- mammifères (Hipposideros commersoni - 2,8 % ; Eliurus myoxinus - 27,9 % ;  Eliurus minor 5,7 % ; Rattus Rattus - 37,1 % ; Microcebus rufus - 10,7 %), total : 84,2 %